# Xylodeleis obsipa
Xylodeleis obsipa är en skalbaggsart som först beskrevs av Ernst Friedrich Germar 1848.  Xylodeleis obsipa ingår i släktet Xylodeleis och familjen kapuschongbaggar. Inga underarter finns listade i Catalogue of Life.

## Bildgalleri

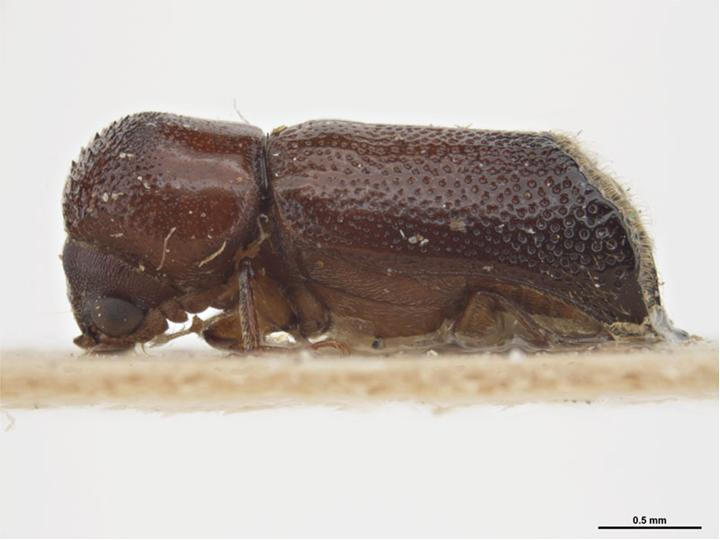